# Rapporto supplementare IPCC, 1992
Il Rapporto supplementare IPCC del 1992 è stato pubblicato per contribuire al dibattito sulla Convenzione quadro delle Nazioni Unite sui cambiamenti climatici all'Earth Summit del 1992, tenutosi a Rio de Janeiro.
Il rapporto era una revisione ed aggiornamento delle informazioni contenute nel Primo Rapporto IPCC ed includeva sei nuovi scenari del cambiamento climatico, incluso un aggiornamento dello scenario di riferimento del 1990.
La principale conclusione è stata che le ricerche dal 1990 non hanno modificato in maniera fondamentale le conclusioni del primo rapporto IPCC. Evidenzia inoltre che le simulazioni non-stazionarie, molto preliminari al tempo dell'emissione del primo rapporto, erano state migliorate, ma non includevano ancora gli effetti dell'aerosol e dell'ozono.